# Heiwuwan Shuiku
Heiwuwan Shuiku är en reservoar i Kina. Den ligger i provinsen Hubei, i den centrala delen av landet, omkring 180 kilometer nordväst om provinshuvudstaden Wuhan. Heiwuwan Shuiku ligger 164 meter över havet. Trakten runt Heiwuwan Shuiku består till största delen av jordbruksmark.
Genomsnittlig årsnederbörd är 1 128 millimeter. Den regnigaste månaden är september, med i genomsnitt 179 mm nederbörd, och den torraste är december, med 10 mm nederbörd.